# Кенти
Кѐнти (на полски: Kęty) е град в Южна Полша, Малополско войводство, Ошвенчимски окръг. Административен център е на градско-селската Кентинска община. Заема площ от 23,05 км2.

## Население
Според данни от полската Централна статистическа служба, към 1 януари 2014 г. населението на града възлиза на 19 104 души. Гъстотата е 829 души/км2.